# エフィ・マアフ
エフィ・マアフ（Effie Maafu、1998年1月23日 - ）は、プロD2、ルーアン・ノルマンディー・ラグビーに所属するラグビーユニオン選手。

## プロフィール
- オーストラリア出身[1]。
- ポジションはフッカー(HO)。
- 身長 178cm、体重 108kg
- U20オーストラリア代表に選ばれたことがある[2]。

## 略歴
クイーンズランド・カントリー、レッズを経て、2020年1月、サンウルブズの2020シーズンスコッドに選ばれた。
その後レベルズを経て、キヤノンイーグルス(現・横浜キヤノンイーグルス)に加入。
2021年2月21日にジャパンラグビートップリーグ第1節NTTドコモレッドハリケーンズ戦に途中出場で日本での公式戦初出場を果たす。
2022年、ルーアンに加入。